# Une histoire d'amour (album de Dorothée)
Pour les articles homonymes, voir Une histoire d'amour.
Albums de Dorothée
Les Neiges de l'Himalaya
(1991) Bercy 93
(1993)
Une histoire d'amour est un album studio de Dorothée sorti en septembre 1992. 
Pour la première fois de sa carrière, Dorothée intègre à un de ses albums un duo, avec Jerry Lee Lewis qui interprète avec elle le tube Great Balls of Fire (datant de 1957), issu de la comédie musicale télévisée Le cadeau de la rentrée, un show télé présenté par Dorothée le 5 septembre 1992 sur TF1.
Avec cet album, Dorothée se produit une nouvelle fois à Bercy pour des prolongations de son Bercy 92 du 2 au 6 janvier 1993, en intégrant au spectacle quelques chansons de ce nouvel opus.

## Titres
| No  | Titre                                             | Durée |
| --- | ------------------------------------------------- | ----- |
| 1.  | Une histoire d'amour                              |       |
| 2.  | Bats-toi                                          |       |
| 3.  | Il faut chanter                                   |       |
| 4.  | La musique dans la peau                           |       |
| 5.  | Par amour pour toi                                |       |
| 6.  | Valise 93                                         |       |
| 7.  | L'amour toujours                                  |       |
| 8.  | Mourir mon cœur                                   |       |
| 9.  | Je ne l'ai pas cru                                |       |
| 10. | La valse des amours blessées                      |       |
| 11. | Chou hibou genou caillou                          |       |
| 12. | L'hôtel des cents bonheurs                        |       |
| 13. | Great balls of fire (en duo avec Jerry Lee Lewis) |       |
| 14. | Toutes les guitares du rock'n'roll                |       |

## Singles
- Une histoire d'amour (septembre 1992).
- Toutes les guitares du rock'n'roll (décembre 1992).
- Bats-toi (mars 1993).
- Il faut chanter (juin 1993).

## Crédits
- Paroles : Jean-François Porry.
- Musiques : Jean-François Porry / Gérard Salesses.
- Sauf Choux, hiboux, genoux, cailloux : Paroles et musique de Michel Jourdan.